# Julidochromis ornatus
Julidochromis ornatus (Boulenger, 1898) è un pesce osseo d'acqua dolce appartenente alla famiglia Cichlidae, endemico del lago africano Tanganica.

## Descrizione
Fra le varie specie di Julidochromis certamente è la più appariscente, caratterizzata com'è da una livrea di colore arancione o avorio, con strisce orizzontali nere lungo tutto il corpo, che non supera gli 8 cm di lunghezza. I sessi sono quasi indistinguibili, anche se in genere la femmina ha una taglia minore. In commercio per gli acquari è possibile trovare anche una varietà albina.

## Allevamento in acquario
La riproduzione di questo pesce può essere tentata anche nell'acquario di comunità, anzi molte volte per questa e per le altre specie, essa avviene all'insaputa dell'acquariofilo, che all'improvviso nota i piccoli nuotare fra le rocce, spesso sulla volta delle eventuali tane presenti. In questo caso alimentare gli avannotti è particolarmente difficoltoso, e l'unica cosa che si può tentare è quella di “spruzzare” con una cannuccia del cibo secco finissimo o dei naupli di artemia in quelle zone dell'acquario dove ne notiamo la presenza. In una vasca di una certa grandezza, comunque, in genere i piccoli se la cavano benissimo da soli, raggiungendo in 3-4 di mesi la taglia di 4-5 cm. Rispetto ad altri ciclidi del Tanganica gli Julidochromis mostrano delle cure parentali estremamente ridotte, che si riducono inizialmente nella “custodia” delle uova deposte, effettuata da entrambi i genitori (distinguibili, in genere, solo per la pupilla genitale più appuntita nella femmina, a per la sua minore taglia rispetto ala maschio). Dopo la schiusa, che avviene dopo circa 60 ore dalla deposizione, maschi e femmina “sputano” gli avannotti sulla volta della cavità in cui è avvenuta la deposizione. Degli organi adesivi posti sulla testa dei piccoli ne consente il fissaggio alla parete fino al riassorbimento del sacco vitellino, che si conclude entro circa una settimana. In questi ciclidi si può assistere sia ad una deposizione “continua” (anche ogni 10-15 giorni), con produzione di un limitato numero di uova, sia ad una intervallata nel tempo, fino a sei mesi fra una covata e l'altra, con emissione in questo caso di uova molto più numerose. In natura pare che la scelta fra le due modalità sia legata a fattori quali la disponibilità di cibo o la densità di individui in un'area circoscritta.